# Roberto Tricella
Roberto Tricella (Cernusco sul Naviglio, 18 de março de 1959) é um ex-futebolista italiano, que atuava como defensor.

## Carreira
Durante sua carreira ele jogou pela Inter (1977-79), Hellas Verona (1979-87), Juventus (1987-90) e Bologna (1990-92). Ele teve 11 participações pela Seleção Italiana de Futebol de 1984 a 1987 e foi convocado para a Copa do Mundo de 1986.

## Títulos

### Competições Nacionais
- Campeonato Italiano: 1

Hellas Verona: 1984/1985
- Copa da Itália: 2

Inter: 1977/1978
Juventus: 1989/1990

### Competições Internacionais
- Copa da UEFA: 1

Juventus: 1989/1990